# Lexicó
El lexicó és la part de la ment humana que emmagatzema les peces lèxiques (estiguin compostes d'una sola paraula o d'expressions prefixades), segons el generativisme. El lexicó proveeix d'unitats al mòdul gramatical del llenguatge, que les combina d'acord amb les regles d'acceptabilitat de cada llengua per formar oracions i transformacions d'oracions (els enunciats efectivament pronunciats o escrits pel subjecte). Si el parlant és plurilingüe, el lexicó conté entrades en diversos idiomes, amb marques d'equivalència o traducció que fan possible l'ús de cada llengua segons la situació comunicativa. Per extensió, a vegades s'usa el terme lexicó com a sinònim de corpus d'una obra lexicogràfica o estudi.